# WASP-43
Désignations
WASP-43, formellement nommée Gnomon, est une étoile de haute métallicité et de magnitude 12.4, située à environ ∼ 284 a.l. (∼ 87,1 pc) dans la constellation du Sextant.

## Système planétaire
En 2011, l'exoplanète WASP-43 b, également nommée Astrolábos, a été découverte par SuperWASP par la méthode du transit astronomique.
| Planète | Masse (MJ) | Période orbitale (en jours) | Axe semi-majeur (ua) | excentricité |
| ------- | ---------- | --------------------------- | -------------------- | ------------ |
| b       | 1.78       | 0.813475                    | 0.0142               | <0.03        |